# اسبیرگ
اِسبیِرگ (به دانمارکی: Esbjerg) یک شهر بندری در دانمارک است. این شهر در ساحل غربی شبه‌جزیره یوت لاند در جنوب غربی کشور جای دارد.

## جمعیت
این شهر با جمعیتی برابر با ۷۱٬۴۵۹ نفر (آمار ۲۰۱۰)، مرکز منطقه شهری اسبیرگ (با جمعیت ۱۱۵٬۱۱۴ نفر) است. اسبیرگ پنجمین شهر بزرگ دانمارک به شمار می‌رود. مساحت این شهر ۱۵ کیلومتر مربع است.